# Nou Mestalla
Nou Mestalla er et fodboldstadion i Valencia, Spanien, der (pr. 1. august 2013) er under opførelse. Stadionnet er tiltænkt af være hjemmebane for den spanske fodboldklub Valencia CF som afløser for klubbens nuværende stadion Estadio Mestalla. Opførelsen af Nou Mestella blev påbegyndt i august 2007, men i februar 2009 gik byggeriet i stå som følge af finansielle problemer i Valencia CF. Den 12. december 2011 oplyste klubben, at der var opnået en afale med den finansierende bank om, at genoptage byggeriet mod at klubben overlod det eksisterende stadion Estadio Mestella til banken. Det forventes, at tage to år at færdiggøre stadionnet.
Nou Mestalla ligger i udkanten af Valencia. Stadionet bliver udstyret med mobilt skydetag. Skydetaget er ret spektakulært i sin udformning. Når taget er lukket, vil man kunne se samtlige Valencia's bydele, som er illustreret på undersiden af det. Kapaciteten bliver 75.000 og dermed en forøgelse med 20.000 pladser. Alle disse 75.000 siddepladser er dog allerede reserveret, da der står 20.000 "penya's/soci's" på venteliste til et sæsonkort.